# Bohdan Wodiczko

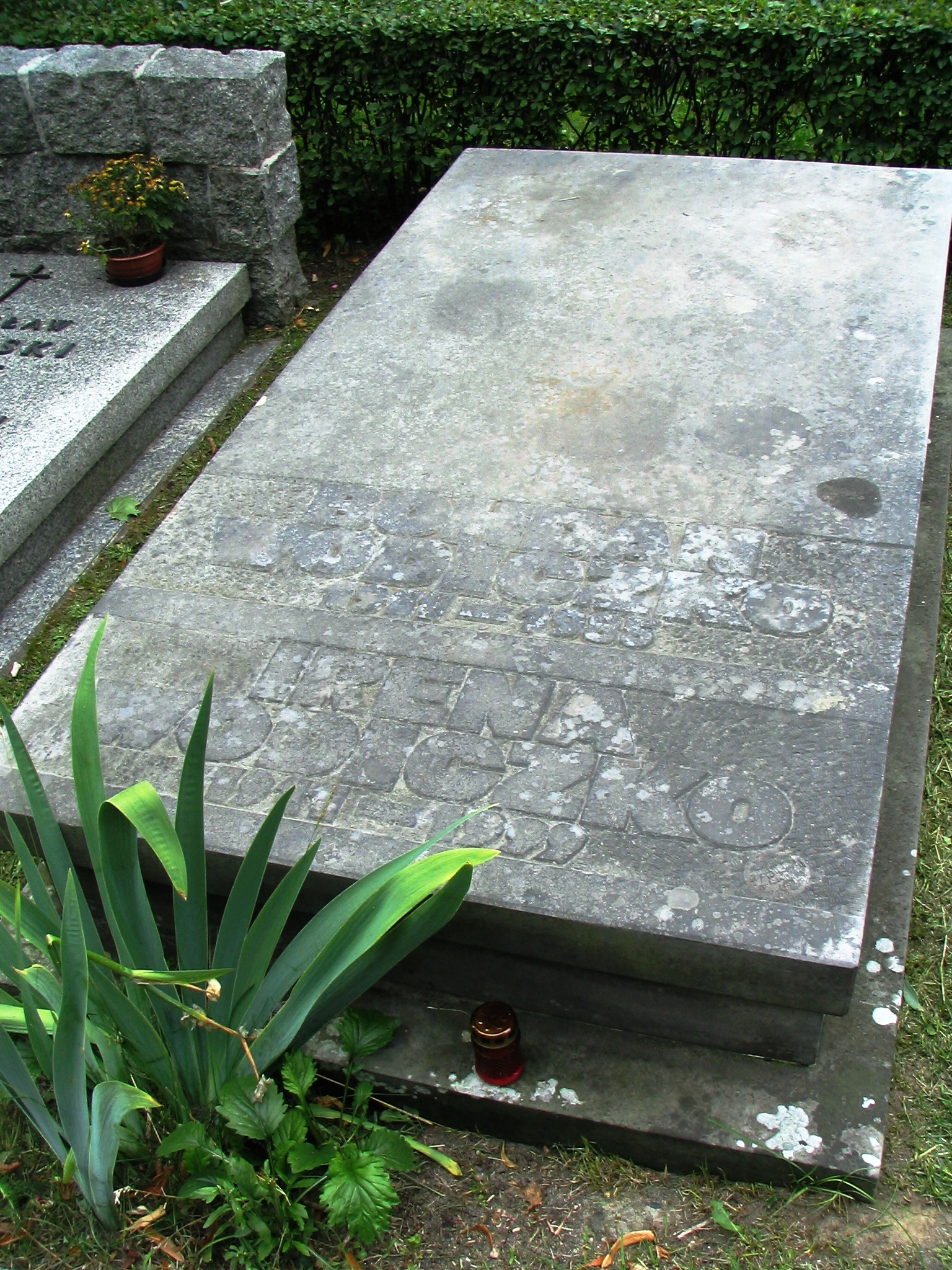
Grób Bohdana Wodiczki i jego żony Ireny na cmentarzu Wojskowym na Powązkach w Warszawie

Bohdan Wodiczko (ur. 5 lipca 1911 w Warszawie, zm. 12 maja 1985 tamże) – polski dyrygent i pedagog muzyczny.

## Życiorys
Pochodził z rodziny czeskich muzyków osiadłych w Polsce, jego rodzicami byli Franciszek i Anna z Gocławskich. Był bratem Eugeniusza Waleriana (ur. 1903), Jadwigi (ur. 1906), Haliny (ur. 1908) i Jerzego (ur. 1920). Kształcił się w Wyższej Szkole Muzycznej im. F. Chopina w Warszawie, później w Konserwatorium (w różnych dyscyplinach i umiejętnościach muzycznych), od 1932 Był uczniem Wacława Tallicha (dyrygentura) w Konserwatorium Muzycznym w Pradze, a od 1936 na powrót w Konserwatorium Warszawskim u Piotra Rytla (kompozycja) i Waleriana Bierdiajewa (dyrygentura). W 1939 ukończył uczelnię z odznaczeniem. 
W czasie okupacji niemieckiej zarabiał grając na fortepianie, skrzypcach i akordeonie w orkiestrze nocnego lokalu „Adria” w Warszawie (znanego z przeprowadzonego w nim 22 maja 1943 zamachu na Niemców, którego wykonawcą był żołnierz AK Jan Kryst). Podczas powstania warszawskiego aresztowany przez gestapo został wywieziony do obozu pracy.
W maju 1945 powrócił do Warszawy i przy Komendzie Milicji Obywatelskiej w Otwocku zorganizował orkiestrę, ucząc jednocześnie w stołecznej Szkole Muzycznej im. Karola Kurpińskiego. W 1946 współtworzył i do 1950 kierował zespołem symfonicznym, później przekształconym w Filharmonię Bałtycką w Gdańsku. Następnie był dyrektorem Filharmonii Łódzkiej (1950–1951), pierwszym dyrygentem i dyrektorem artystycznym Filharmonii Krakowskiej (1951–1955), pierwszym dyrygentem i dyrektorem Filharmonii Narodowej w Warszawie (1955–1958).
Po zwolnieniu z pracy w Polsce spędził kilka lat na Islandii, gdzie był m.in. dyrygentem orkiestry symfonicznej w Reykjaviku.
Od lipca 1961 do grudnia 1964 stał na czele Opery Warszawskiej; wystawił wiele wybitnych dzieł operowych i baletowych (m.in. Króla Edypa, Persefonę, Orfeusza i Święto wiosny Strawinskiego, Don Carlosa Verdiego, Straszny dwór Moniuszki, Kawalera srebrnej róży Richarda Straussa, Zamek Sinobrodego Bartóka). W 1965 przez krótki czas pełnił funkcję dyrektora artystycznego Teatru Wielkiego w Warszawie, w latach 1965–1968 ponownie pracował w Reykjaviku. Od 1968 dyrygent Wielkiej Orkiestry Symfonicznej Polskiego Radia i Telewizji w Katowicach; w latach 70. pracował jako pedagog Państwowej Wyższej Szkoły Muzycznej w Warszawie (od 1973 profesor). Wykładał także na uczelniach muzycznych w Sopocie, Łodzi i Krakowie. 
W latach 1977–1979 był dyrygentem i dyrektorem artystycznym Teatru Wielkiego w Łodzi.
Wychowawca kilku pokoleń polskich dyrygentów, wprowadził na polskie sceny operowe szereg współczesnych dzieł operowych.
Był mężem Ireny Anny (1911–1999), ojcem Krzysztofa, artysty wizualnego i teoretyka sztuki.
Zmarł w Warszawie, pochowany na cmentarzu Wojskowym na Powązkach (kwatera A31-tuje-4).

## Ordery i odznaczenia
- Krzyż Kawalerski Orderu Odrodzenia Polski (15 lipca 1954)[4]
- Złoty Krzyż Zasługi (22 lipca 1952)[5]
- Medal 10-lecia Polski Ludowej (9 lutego 1955)[6]
- Odznaka honorowa „Za zasługi dla Gdańska” (1960)[7]
- Krzyż Oficerski Orderu Lwa Białego (Czechosłowacja, 1957)
- Krzyż Kawalerski Orderu Sokoła Islandzkiego (Islandia, 1968)[8]

## Nagrody
- Wyróżnienie Podkomitetu Literatury i Sztuki Nagrody Państwowej za działalność artystyczną w minionym 10-leciu (1955)[9]
- Nagroda Ministra Kultury i Sztuki II stopnia w dziedzinie muzyki (1963)[10]
- Nagroda Komitetu ds. PRiTv za osiągnięcia w działalności artystycznej w programach PRiTv ze szczególnym uwzględnieniem koncepcji i kierownictwa muzycznego wartościowego cyklu Słuchamy i patrzymy (1968)[10]
- Nagroda Ministra Kultury i Sztuki I stopnia w dziedzinie muzyki „za całokształt pracy artystycznej w dziedzinie dyrygentury i popularyzację muzyki polskiej za granicą” (1973)[10]
- Nagroda Związku Kompozytorów Polskich (1975)[11]
- Nagroda przewodniczącego Komitetu do spraw Radia i Telewizji za twórczość radiową i telewizyjną (1975)[12]

## Upamiętnienie
- W 1996 roku jego imieniem nazwano skwer w dzielnicy Śródmieście w Warszawie, w pobliżu Uniwersytetu Muzycznego Fryderyka Chopina[13].
- Od 2011 jest patronem skweru w Wołominie[14].